# Julio Álvarez
Julio Álvarez Mosquera (Caracas, 1º maggio 1981) è un ex calciatore venezuelano, di ruolo centrocampista.
Con 57 reti, è il giocatore con più reti segnate nella storia del Numancia.